# Wasyl Janczenko

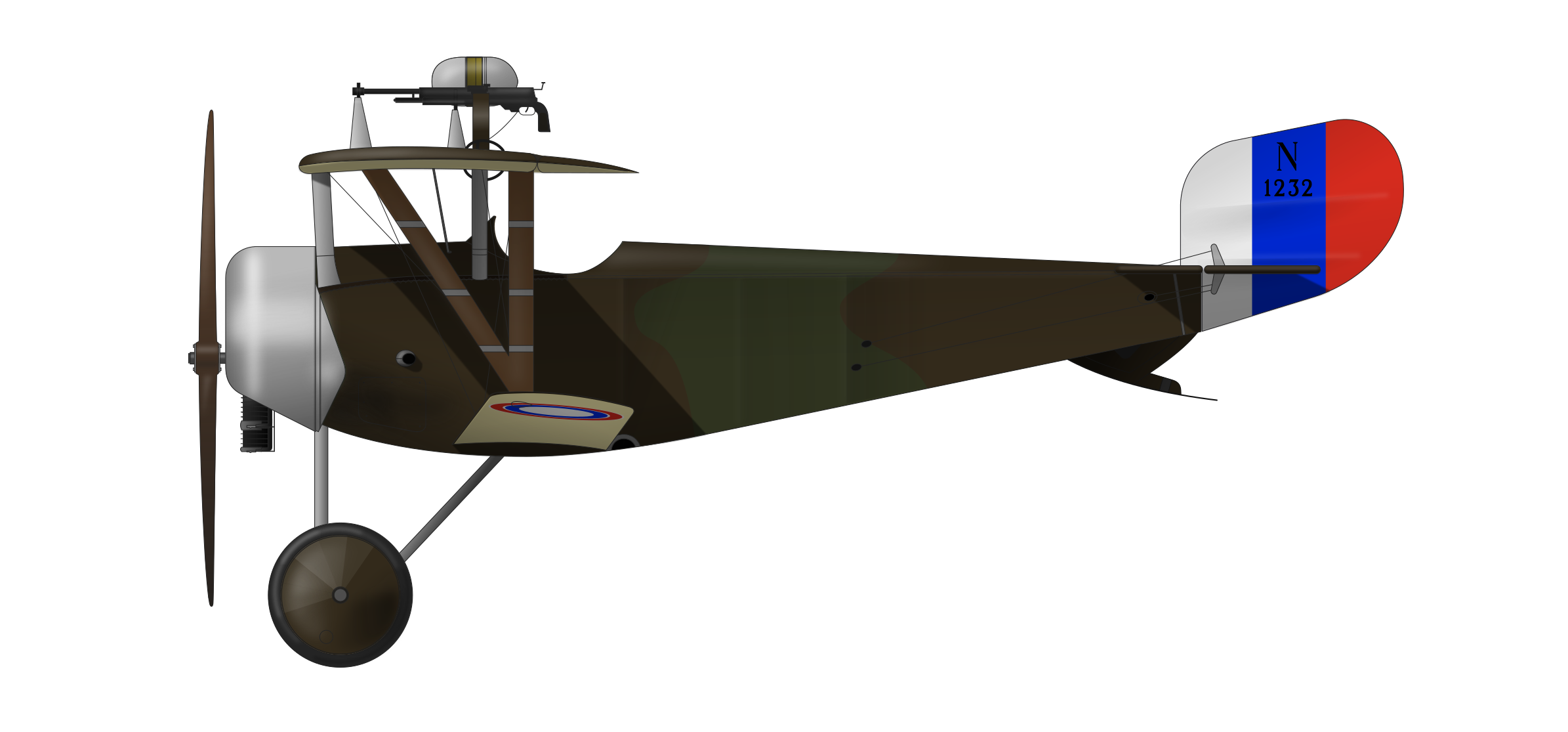
Samolot Wasyla Janczenki

Wasyl Iwanowycz Janczenko (ukr. Василь Іванович Янченко, ros. Василий Иванович Янченко, ur. 20 grudnia 1893?/1 stycznia 1894 w Ussuryjsku, zm. w sierpniu 1959 w USA) – as lotnictwa rosyjskiego z 16 zwycięstwami w I wojnie światowej.

## Życiorys
Urodził się w rodzinie Ukraińców Iwana i Iryny Janczenków.
Do służby w Carskich Siłach Powietrznych (Императорский военно-воздушный флот) wstąpił na początku I wojny światowej w listopadzie 1914 roku. Szkolenie odbywał w carskiej szkole lotniczej w Sewastopolu na Krymie. Licencję pilota otrzymał we wrześniu 1915 roku.
W czasie swojej pierwszej misji 15 września 1915 roku jego samolot uległ awarii. Janczenko posadził maszynę na ziemi doznając wielu obrażeń, ale ratując życie swoje i obserwatora. Za ten czyn został odznaczony Krzyżem św. Jerzego.
W listopadzie 1915 roku został skierowany do szkoły pilotażu w Moskwie. Tutaj przeszedł szkolenie na francuskich samolotach Morane-Saulnier typ H.
W 1916 z grupą innych pilotów rosyjskich został skierowany na szkolenie wyższego pilotażu do Francji.
Swoje pierwsze zwycięstwo odniósł 25 czerwca 1916 roku w okolicach Podhajec koło Tarnopola. Zestrzelił wówczas austro-węgierski samolot Aviatik B.III. 
Po wybuchu rewolucji walczył w szeregach Armii Czynnej Ukraińskiej Republiki Ludowej, potem w szeregach białych. W 1918 roku dowodził 2 Eskadrą walczącą przeciw bolszewikom.
Po zakończeniu działań wojennych wyemigrował do USA. Przez wiele lat pracował w zakładach Sikorsky'ego jako inżynier. Przeszedł na emeryturę w 1952 roku. Zmarł w 1959 na Florydzie. Został pochowany w Dade City.

## Odznaczenia
- Order św. Jerzego kl. 1, 2, 3 i 4
- Order św. Włodzimierza kl. 4
- Order św. Anny kl. 4
- Order Gwiazdy Rumunii